# Бимжанов, Тусумбай
Тусумбай Бимжанов, другой вариант имени — Турсынбай (каз. Тұрсынбай Биімжанов; 19 октября 1906, с. Тимофеевка, Акмолинский уезд, Акмолинская область, Российская империя — 24 февраля 1983, с. Жолбасшы, Ерментауский район, Казахская ССР, СССР) — заведующий конефермой колхоза имени Ворошилова Эркеншиликского района Акмолинской области, Казахская ССР. Герой Социалистического Труда (1948).

## Биография
С 1930 года работал табунщиком, заведующим конефермой колхоза имени Ворошилова Эркеншиликского района.
В 1947 году вырастил 20 жеребят от 20 кобыл. В 1948 году звания Героя Социалистического Труда «за получение высокой продуктивности животноводства в 1947 году при выполнении колхозом обязательных поставок сельскохозяйственных продуктов и плана развития животноводства».
В середине 1960-х годов, выйдя на пенсию, был наставником молодых коневодов совхоза «Еркеншиликский»
Скончался 24 февраля 1983 года. Похоронен на старом мусульманском кладбище села Жолбасшы Ерейментауского района.

## Память
Его именем названа одна из улиц села Акмырза Ереймантауского района.

## Награды
- Герой Социалистического Труда — указом Президиума Верховного Совета СССР 23 июля 1948 года
- Орден Ленина